# 1460
1460 (MCDLX) var ett skottår som började en tisdag i den julianska kalendern.

## Händelser

### Mars
- 5 mars – Kristian I köper det tyska landskapet Schleswig och utropar det tillsammans med Holstein till en gemensam provins. För att finansiera betalningen låter Kristian utta extra skatter i bland annat Sverige, något som leder till missnöje där och blir en av orsakerna till att ett svenskt uppror mot Kristian utbryter 1463.
- 6 mars – Genom fördraget i Alcacovas lämnar Portugal Kanarieöarna till Spanien och får anspråk i västra Afrika i utbyte.

### Juni
- 26 juni – Rosornas krig: Richard Neville, earl av Warwick, och den blivande Edvard IV av England landstiger i England och marscherar mot London.

### Juli
- 18 juli – Warwick och Edvard IV slår en lancastrisk armé i slaget i Northampton och tillfångatar kung Henrik VI. En överenskommelse träffas om att Henriks tronarvinge ska komma från huset York, vilket berövar Edvard av Westminster, prins av Wales sin rätt till Englands tron.

### Augusti
- 3 augusti – Vid Jakob II:s död efterträds han som kung av Skottland av sin 9-årige son Jakob III.

### Oktober
- 14 oktober – Tyska ordens trupper intar Putzig, varför Karl Knutsson (Bonde) tvingas fly till Danzig.

### December
- 30 december – En lancastrisk armé under Henrik Beaufort, hertig av Somerset och Henrik Percy, Earl av Northumberland slår en yorkistisk armé under Richard Plantagenet, hertig av York och dennes son, Edmund, Earl av Rutland Slaget i Wakefield. Hertigen av York stupar under slaget, och Edmund mördas efter slagets avslutande. I och med slagets utgång blir den andre sonen till hertigen av York, Edvard IV, huset Yorks huvudman.

### Okänt datum
- Basels universitet grundläggs.
- Schweiz ockuperar Thurgau.[1]
- Kap Verde koloniseras för första gången, av portugiserna.
- Portugisiska sjöfarare når kusten vid nuvarande Sierra Leone.

## Födda
- Svante Nilsson (Sture), svensk riksföreståndare 1504–1512.
- Erik Trolle, svensk riksföreståndare 1512.
- Judah Abravanel, judisk filosof.
- Antoine Brumel, flamländsk kompositör.
- Pierre de La Rue, flamländsk kompositör.
- Isabella Hoppringle, skotsk abbedissa och spion.
- Katarzyna Weiglowa, polsk judisk martyr.

## Avlidna
- 3 augusti – Jakob II, kung av Skottland sedan 1437.
- 20 september – Gilles Binchois, burgundisk kompositör.
- 13 november – Henrik Sjöfararen, portugisisk prins.
- 30 december – Rikard, hertig av York.

### Fotnoter
1. ↑  World Statesmen (läst 7 april 2011)